# فرنسيس فيرجاسن
فرنسيس فيرجاسن (بالإنجليزية: Francis Fergusson)‏ هو ناقد أدبي وصحفي أمريكي، ولد في 1904 في نيومكسيكو في الولايات المتحدة، وتوفي في 11 ديسمبر 1986.

## وصلات خارجية
- فرنسيس فيرجاسن على موقع IMDb (الإنجليزية)
- فرنسيس فيرجاسن على موقع قاعدة بيانات الفيلم (الإنجليزية)